# كريستوف رودولف

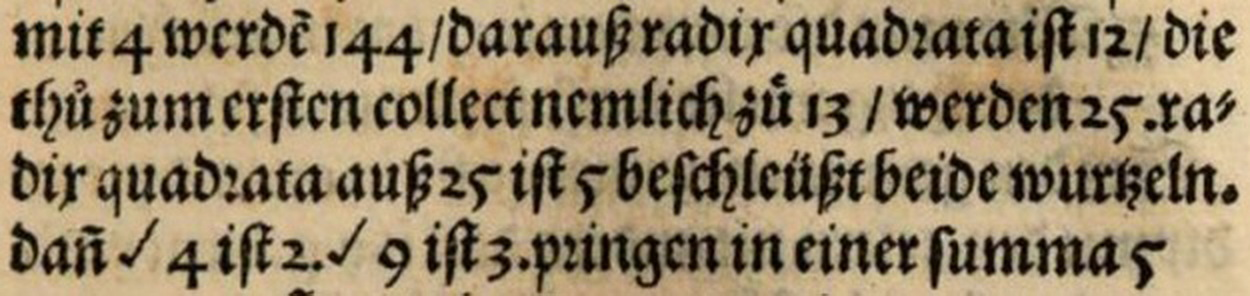
صفحة 35 من كتاب رودولف وفيها يظهر استخدام رمز الجذر لأول مرة.

كريستوف رودولف (ربما ولد حوالي عام 1499 في جاور بسيليزيا، وتوفي ربما عام 1545 في فيينا)، كان مؤلف أول كتاب مدرسي مفصل في الجبر باللغة الألمانية. تقريبا لا يٌعرف أي شيء عن حياته، حتى تواريخ ميلاده ووفاته غير مؤكدة بأي وثائق.
من 1517 إلى 1521، تتلمذ على يد هنريكوس الكاتب في جامعة فيينا وبعدها ألف كتابه التدريسي عن الجبر بعنوان (بالألمانية: Behend und hübsch Rechnung durch die kunstreichen regeln Algebre so gemeinicklich die Coss genent werden)‏ (طريقة للحساب بسرعة وبراعة باستخدام قواعد فن الجبر المعروفة باسم كوس).
استخدم رمز الجذر (√) للجذر التربيعي لأول مرة. يُعتقد أن سبب هذا لأنه يشبه حرف "r" الصغير (أو حرف من كلمة radix بمعنى جذر) ولكن لا يوجد دليل مباشر على هذا الربط. وأيضا استخدم التعريف التالي:{\displaystyle x^{0}=1}
، أي عند رفع المتغير لقوة الصفر يكون الناتج 1.